# Oenothera bulgarica
Oenothera bulgarica är en dunörtsväxtart som beskrevs av D. Delipavlov. Oenothera bulgarica ingår i släktet nattljussläktet, och familjen dunörtsväxter. Inga underarter finns listade i Catalogue of Life.